# Skotské osvícenství

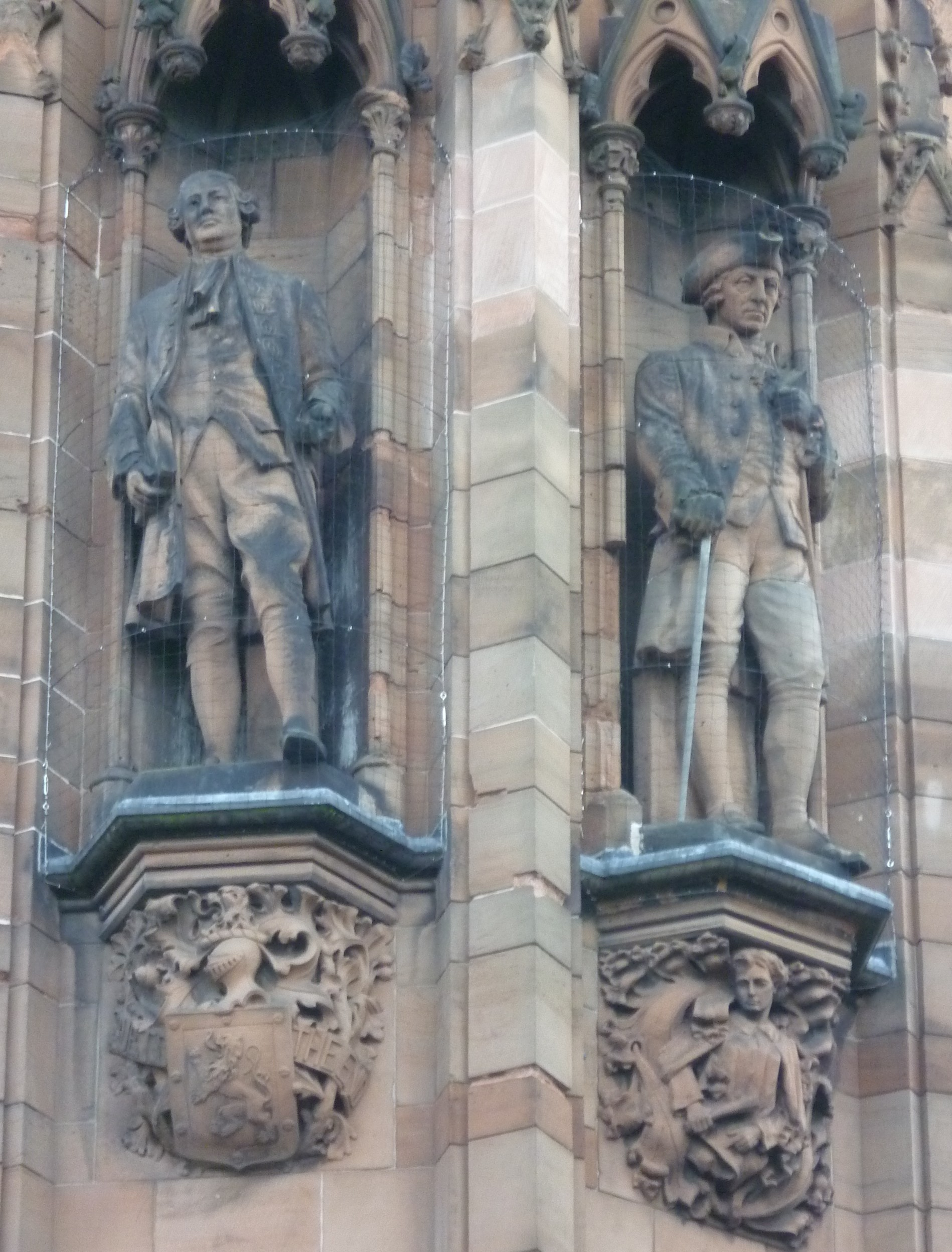
David Hume a Adam Smith (Scottish National Portrait Gallery, Edinburgh)

Skotské osvícenství je období mezi roky 1740 a 1790, kdy ve Skotsku došlo k velkému rozvoji intelektuálních aktivit. Mezi nejvýznamnější představitele se řadí David Hume a Adam Smith, ale i Adam Ferguson, Francis Hutcheson, William Robertson, Lord Kames, Thomas Reid, James Steuart či John Millar. Zabývali se poměrně širokým spektrem učení- od metafysiky k přírodním vědám, ale nejdůležitějšími oblastmi byla morální a politická filosofie, historie a politická ekonomie.

## Počátek a podmínky
Skotsko v té době zažívalo ekonomický růst, což prospívalo celé zemi včetně myslitelů, neboť přímo pociťovali rozvoj a jeho společenské důsledky. Mezi další faktory, které pomohly vzniku osvícenství, patří kromě ekonomického rozvoje také náboženská liberalizace, kdy duchovní v čele s Williamem Robertsonem zmírnili přísný presbytarianismus, reforma univerzit, která pozvedla Glasgow, Edinburgh, Aberdeen a St Andrews mezi nejvýznamnější univerzity v protestantské Evropě. Ačkoliv skotští osvícenci udržovali styky s jakýmsi centrem osvícenství - Paříží - zájem o ekonomický rozvoj, jeho morální i politické podmínky a následky, je sbližoval spíše s neapolskými mysliteli. Dalším předpokladem byla podpora skotských politiků, díky čemuž získalo mnoho učenců vysoké posty v akademických, právních, lékařských a církevních institucích.
Zakládání různých klubů a společností (například Glasgowská literární společnost, Aberdeenská filosofická společnost či Hloubavá společnost) dokládá, že skotské osvícenství nebylo jen formální záležitostí. Většina učenců se osobně znala, někteří byli dokonce dobří přátelé, což mělo za následek jakousi soudržnost a pospolitost celého hnutí. Díky tomu bylo sdílení hodnot jedním z rysů skotského osvícenství. Přestože se dílčí názory jednotlivých myslitelů mohly lišit, sjednocovaly je společné ideály, které sahaly nad rámec společnému zájmu o vědu, filosofii a literaturu. Mezi tyto ideály patřila především náboženská tolerance, osobní a veřejná statečnost, vlastenectví, svoboda projevu a odpor ke všem formám nelidskosti- například k otroctví.

## Oblasti zájmu
Skotské osvícenství nejvýrazněji zasáhlo tři oblasti v takzvaném vývoji společnosti. První oblastí je zkoumání vývoje společnosti, majetku a vlády. Ačkoliv se myslitelé inspirovali v liberalismu Johna Lockea, v žádném případě se nepřihlásili k představě, že existence společnosti a vlády byla založena na smlouvě. Taková smlouva pro ně byla historicky neodpovídající. Hume se například v Pojednání o lidské přirozenosti domnívá, že společnost se vyvinula z rodiny a vláda z potřeby obrany a zabezpečení majetku. Po Humovi byli také Adam Smith, Adam Ferguson s Pojednáním o dějinách občanské společnosti a Millar se svým dílem O původu rozdílů mezi třídami jedni z prvních, kdo přišel s opravdu historickým přístupem.
Zejména Adam Smith s Adamem Fergusonem jsou autoři konceptu občanské společnosti. Opět zdůraznili, že uspořádání společnosti nevychází ze společenské smlouvy, ale je vytvořeno hospodářskými poměry a soukromým vlastnictvím. Smith představil teorii, ve které se společnost vyvinula ve čtyřech fázích odpovídajících způsobu zajišťování existence- lovecké, pastevecké, zemědělské a obchodní, přičemž v každé fázi byl charakter vlády určován povahou a rozsahem vlastnictví majetku. Ferguson přišel s podobnými názory, ale vývoj společnosti rozdělil na divošství, barbarství a civilizaci.
Druhým velkým přínosem je analýza morálního faktoru v posledním (obchodním) stadiu společenského vývoje. David Hume naprosto odmítl tvrzení, že přepych vede k morální zkaženosti. Naopak prohlásil, že přepych přináší ekonomické i mravní výhody, protože zjemňuje společenskou hierarchii a osobní i veřejné hodnoty. Adam Smith v tomto duchu pokračoval a prohlásil, že majetek je vhodným měřítkem pro civilizovanou společnost a moderní společenská hierarchie slouží ke zlepšení podmínek pro všechny tím, že pobízí společnost k lepším výsledkům v naději na vyšší postavení. Tedy, tím že se každý bude snažit o lepší výsledek, bude růst i celá společnost. Až mnohem později přidal Adam Smith dodatek, že obdiv k bohatství a postavení může mít špatný vliv na lidskou morálku.
Trojice Ferguson, Millar a Kames už v morální následky obchodu tolik nevěřili. Například Ferguson ve svém Pojednání píše, že dělba práce ponížila nižší vrstvy společnosti a vyšší jsou v nebezpečí morální zkaženosti.´ Další teoretik mravní filosofie, Francis Hutcheson zastával některé myšlenky utilitarismu Jeremy Benthama, neboť pokládal dosažení co největšího štěstí a blaha pro co největší množství lidí za smysl mravního jednání.

Třetí příspěvek skotského osvícenství spočívá v založení politické ekonomie jako vědy. Skotští myslitelé zkombinovali historický výklad vzniku obchodní fáze vývoje společnosti s morální analýzou bohatství a politických analýz. David Hume opět nastartoval diskuzi svými ekonomickými eseji, na které se snažil odpovědět Sir James Steuart, jenž napsal Zásady politické ekonomie. Toto dílo však bylo ihned zastíněno vydáním Smithova Bohatství národů. V něm Smith odhaluje přirozený a samoregulující mechanismus trhu a přináší systematický model ekonomického rozvoje. Vysvětluje přínos dělby práce a kapitálu, zemědělství a tovární výroby.
V oblasti antropologie se mezi osvícence zařadil i představitel Skotské církve William Robertson. Uznání mu přineslo jeho dílo Dějiny Skotska a zejména pak Dějiny vlády Karla V. Pro antropology však měla větší význam kniha Dějiny Ameriky, která popisovala objevné plavby, dobytí Mexika a Peru a etnografii kultur domorodců. Robertson v tomto díle používal Fergusonovu triádu (divošství, barbarství, civilizace), přičemž většinu domorodých kmenů v Americe považoval právě za divochy. Robertson nepovažoval rasu za významný faktor, naopak tvrdil, že člověk má po narození všude (ať už v divošské nebo civilizované společnosti) rovnocennou schopnost zdokonalení. Nadání a ctnosti však již závisí na stavu společnosti, ve které se člověk nachází.
Se Smithovou smrtí v roce 1790 končí i období skotského osvícenství. Další generace se v letech 1790 - 1830 snažila vyrovnat osvícencům, ale už tolik nekladli důraz na historii, morálku a politickou teorii, jako jejich předchůdci.